# Гідрогеологічний прогноз
Гідрогеологічний прогноз (рос. гидрогеологический прогноз, англ. hydrogeologic forecast, нім. hydrogeologische Prognose f) – науково обґрунтований прогноз гідрогеол. процесів, явищ і їх змін, що відбуваються під впливом природних і штучних чинників. Г.п. включає встановлення закономірностей формування, розміщення, руху, накопичення, розвантаження підзем-них вод і подальшу екстраполяцію встановл. закономірностей в просторі і у часі. Виконуються довго- і коро-ткострокові Г.п. Найпоширеніші методи Г.п. – картування (див. геологічне картування), аналітичних гідро-динамічних розрахунків, математич. моделювання і еле-ктрогідродинамічних аналогій. Г.п. дозволяють розробляти науково обґрунтовані заходи щодо раціонального використання ресурсів підземних вод, охорони навколишнього середовища при проектуванні і будівництві гірн. підприємств, експлуатації родов. корисних копалин тощо.